# Hières-sur-Amby
Hières-sur-Amby és un municipi francès situat al departament de la Isèra i a la regió d'Alvèrnia-Roine-Alps. L'any 2007 tenia 1.136 habitants.

## Demografia

### Població
El 2007 la població de fet de Hières-sur-Amby era de 1.136 persones. Hi havia 440 famílies de les quals 102 eren unipersonals (39 homes vivint sols i 63 dones vivint soles), 130 parelles sense fills, 173 parelles amb fills i 35 famílies monoparentals amb fills.
La població ha evolucionat segons el següent gràfic:
Habitants censats

### Habitatges
El 2007 hi havia 509 habitatges, 447 eren l'habitatge principal de la família, 27 eren segones residències i 35 estaven desocupats. 446 eren cases i 56 eren apartaments. Dels 447 habitatges principals, 316 estaven ocupats pels seus propietaris, 122 estaven llogats i ocupats pels llogaters i 9 estaven cedits a títol gratuït; 7 tenien una cambra, 30 en tenien dues, 80 en tenien tres, 124 en tenien quatre i 207 en tenien cinc o més. 346 habitatges disposaven pel capbaix d'una plaça de pàrquing. A 175 habitatges hi havia un automòbil i a 236 n'hi havia dos o més.

### Piràmide de població
La piràmide de població per edats i sexe el 2009 era:
| Homes | Edats   | Dones |
| ----- | ------- | ----- |
| 0     | 95 o +  | 0     |
| 4     | 90 a 94 | 0     |
| 0     | 85 a 89 | 4     |
| 0     | 80 a 84 | 8     |
| 4     | 75 a 79 | 16    |
| 20    | 70 a 74 | 16    |
| 20    | 65 a 69 | 24    |
| 8     | 60 a 64 | 24    |
| 44    | 55 a 59 | 8     |
| 48    | 50 a 54 | 56    |
| 32    | 45 a 49 | 32    |
| 52    | 40 a 44 | 40    |
| 24    | 35 a 39 | 48    |
| 52    | 30 a 34 | 44    |
| 16    | 25 a 29 | 28    |
| 20    | 20 a 24 | 24    |
| 40    | 15 a 19 | 40    |
| 48    | 10 a 14 | 28    |
| 28    | 5 a 9   | 36    |
| 28    | 0 a 4   | 36    |

## Economia
El 2007 la població en edat de treballar era de 755 persones, 584 eren actives i 171 eren inactives. De les 584 persones actives 530 estaven ocupades (303 homes i 227 dones) i 55 estaven aturades (22 homes i 33 dones). De les 171 persones inactives 62 estaven jubilades, 42 estaven estudiant i 67 estaven classificades com a «altres inactius».

### Ingressos
El 2009 a Hières-sur-Amby hi havia 436 unitats fiscals que integraven 1.149 persones, la mediana anual d'ingressos fiscals per persona era de 17.150 €.

### Activitats econòmiques
Dels 55 establiments que hi havia el 2007, 3 eren d'empreses alimentàries, 1 d'una empresa de fabricació de material elèctric, 4 d'empreses de fabricació d'altres productes industrials, 16 d'empreses de construcció, 11 d'empreses de comerç i reparació d'automòbils, 5 d'empreses de transport, 2 d'empreses d'hostatgeria i restauració, 3 d'empreses financeres, 1 d'una empresa immobiliària, 4 d'empreses de serveis, 1 d'una entitat de l'administració pública i 4 d'empreses classificades com a «altres activitats de serveis».
Dels 20 establiments de servei als particulars que hi havia el 2009, 1 era una oficina de correu, 3 tallers de reparació d'automòbils i de material agrícola, 2 paletes, 2 guixaires pintors, 4 fusteries, 4 lampisteries, 3 perruqueries i 1 restaurant.
Dels 3 establiments comercials que hi havia el 2009, 1 era una fleca, 1 una carnisseria i 1 una llibreria.
L'any 2000 a Hières-sur-Amby hi havia 17 explotacions agrícoles que ocupaven un total de 415 hectàrees.

## Equipaments sanitaris i escolars
El 2009 hi havia una escola elemental.

## Poblacions més properes
El següent diagrama mostra les poblacions més properes.